# Jean-Baptiste Mercier Dupaty

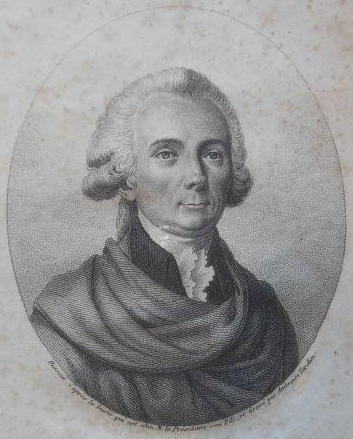
Jean-Baptiste Mercier Dupaty

Lettres sur l'Italie en 1785

Charles Marguerite Jean-Baptiste Mercier Dupaty (La Rochelle, 9 mei 1746 – Parijs, 17 september 1788) was een Frans magistraat, strafrechthervormer en letterkundige. Hij was kamerpresident van het parlement van Bordeaux en liet zich opmerken in enkele causes célèbres.

## Leven
Dupaty werd geboren in een koopliedenfamilie uit La Rochelle die zeer vermogend werd door handel in koloniale waren en slaven. Het stelde hem in staat in 1768 voor 84.000 livres de positie van advocaat-generaal bij het Parlement van Bordeaux te kopen. Hij was een bewonderaar van Montesquieu en Voltaire en maakte in 1769 kennis met Diderot. Vanwege zijn deelname aan de machtsstrijd van de parlementen met de koning bracht hij in 1770 enige tijd door in gevangenschap en stond hij het jaar erna onder huisarrest in Roanne. In die periode las en becommentarieerde hij de werken van Beccaria. 
Zoals Voltaire, met wie hij bevriend werd, nam Dupaty het op zich gerechtelijke dwalingen aan de kaak te stellen. In 1777 verdedigde hij zeven Duitsers die in 1769 door het parlement van Metz tot de dood of de galeien waren veroordeeld. Het volgende jaar kocht hij van Gascq voor 126.000 livres het ambt van président à mortier (kamervoorzitter) van het parlement van Bordeaux. Hoewel een meerderheid van de parlementairen tegen zijn benoeming stemde, voerde koning Lodewijk XVI haar toch door. Het conflict bleef etteren en had een staking tot gevolg. Uiteindelijk vond de garde des sceaux een oplossing door hem in 1784-1785 naar Italië te sturen om de strafrechthervorming te bestuderen.
Bij zijn terugkeer stortte Dupaty zich op een nieuwe zaak. Op 11 augustus 1785 waren in Chaumont een landman en twee veehandelaars veroordeeld tot de galeien voor een nachtelijke diefstal met geweld. In oktober verzwaarde het parlement van Parijs de straf tot dood door radbraking. Dupaty kwam tussen bij de koning en bekwam uitstel van executie. Vervolgens schreef hij een lange memorie over de zaak, waarin hij het gerechtelijk systeem 'barbaars' noemde. Het parlement van Parijs liet het boek openbaar verbranden door de beul, maar in december 1787 werden de drie in Rouen vrijgesproken. Niet alleen had de tussenkomst van Dupaty vermoedelijk onschuldigen gered, ze zette ook een hervorming in gang door garde des sceaux Lamoignon.
Ter gelegenheid van de Assemblée des Notables presenteerde Dupaty in 1788 zijn Lettres sur la procédure criminelle de la France, waarin hij de wreedheid van het strafrecht aanklaagde. Zijn plotse dood op 42-jarige leeftijd, aan de vooravond van de Franse Revolutie, werd betreurd door Condorcet en Lally-Tollendal. Een andere bewonderaar, Maximilien Robespierre, kroop in de pen voor een (anonieme) eulogie.
Postuum verschenen zijn Lettres sur l'Italie, die groot succes kenden en vertaald werden in het Duits, Engels en Russisch. Rome plaatste het op de Index librorum prohibitorum.

## Familie
Dupaty was getrouwd met Marie Louise Adélaïde Fréteau de Pény (1749-1826) en had met haar zes kinderen:
- Louis (1771-1825)
- Eléonore Charlotte (1774-1848)
- Louis Emmanuel (1775-1851)
- Louis Michel Guy Auguste (1777-1801)
- Adrien (1779-1832)
- Charlotte Françoise Fanny (1781-1861)

## Publicaties
- Mémoire justificatif pour trois hommes condamnés à la roue, 1786
- Justification des sept hommes condamnés par le parlement de Metz, 1787
- Lettres sur la procédure criminelle de la France, dans lesquelles on montre sa conformité avec celle de l'Inquisition, et les abus qui en résultent, 1788
- Réflexions historiques sur le droit criminel, 1788
- Lettres sur l'Italie, 2 dln., 1789